# Parafia Niepokalanego Serca Najświętszej Maryi Panny w Darra Jindalee
Parafia Niepokalanego Serca Najświętszej Maryi Panny w Darra Jindalee – parafia rzymskokatolicka, należąca do archidiecezji Brisbane.
Przy parafii funkcjonuje katolicka szkoła podstawowa Niepokalanego Serca Najświętszej Maryi Panny.